# Henry Grattan Bushe
Sir Henry Grattan Bushe, KCMG, CB (* 1. Januar 1886 in Trinidad; † 23. August 1961) war ein britischer Kolonialbeamter, der unter anderem zwischen 1941 und 1946 Gouverneur von Barbados war.

## Leben
Henry Grattan Bushe war der Sohn von John Scott Bushe, CMG (1826–1887), der zwischen 1858 und seinem Tode 1887 erster Kolonialsekretär der Verwaltung der Kronkolonie Trinidad und Tobago war. Einer seiner Vorfahren war Charles Kendal Bushe (1767–1843), der zwischen 1822 und 1841 Oberster Richter von Irland (Lord Chief Justice of Ireland) war. Er selbst absolvierte nach dem Besuch der Aysgarth School und des Denstone College ein Studium der Rechtswissenschaften. Nach dessen Abschluss erhielt er 1909 seine anwaltliche Zulassung als Barrister und trat daraufhin in die Anwaltskanzlei des bekannten Strafverteidigers Sir Edward Marshall Hall ein. Für seine Verdienste wurde er 1927 zum Companion des Order of St Michael and St George (CMG) ernannt.
Er trat 1917 in den kolonialen Verwaltungsdienst (Colonial Administrative Service) ein und fand in den folgenden Jahren verschiedene Verwendungen. Als Nachfolger von Sir John Risley wurde er 1931 Rechtsberater des Kolonialministeriums (Colonial Office) und zugleich des 1925 geschaffenen Ministeriums für die Dominions (Dominions Office). Er bekleidete diese Funktion als Legal Adviser bis 1941 und wurde daraufhin von Sir Harold H. Duncan abgelöst. Für seine dortigen Verdienste wurde er 1932 zum Companion des Order of the Bath (CB) ernannt und im Zuge der sogenannten „New Year Honours“ am 1. Januar 1936 als Knight Commander des Order of St Michael and St George (KCMG) geadelt, so dass er fortan das Prädikat „Sir“ führte.
Sir Grattan Bushe wurde daraufhin am 23. Oktober 1941 neuer Gouverneur von Barbados und damit Nachfolger von Sir Eubule John Waddington. Er bekleidete diese Posten bis zum 21. Januar 1933, woraufhin Harry Scott Newlands neuer Gouverneur wurde. Aus seiner 1914 mit Mary Kenrick Gibbons Chambers geschlossenen Ehe ging ein Sohn hervor, der während des Zweiten Weltkrieges 1944 während des Militärdienstes fiel.